# Anthyllis vulneraria subsp. maura
Anthyllis vulneraria maura es una subespecie de la planta Anthyllis vulneraria de la familia de las Fabaceae que alcanza los 20-50 cm.

## Descripción
Planta perenne de entre 20 y 50 cm y tallos erectos recubiertos de pelo más o menos rígido y áspero (hirsuto) desde la mitad inferior del mismo, en la parte superior apretados contra el tallo.
|  | Hojas con foliolos; sin pelos glabros por el haz, pelos en el envés sin cilios en los márgenes. Las hojas basilares (las más cercanas al tallo) con un solo foliolo o con dos o tres foliolos mucho menores y con folio terminal de entre 5 y 9 cm de largo por entre 2 y 3 cm de ancho |

Cáliz de (12 - (14-18) mm, recubierto de pelo apretado y brillante, con base verdosa y ápice purpúreo. Corola de 15-20 mm.

## Taxonomía
subsp. maura (Beck) Maire in Bull. Soc. Hist. Nat. Afrique N. 20: 20 (1929)

## Basónimo
Anthyllis maura Beck in Ann. K.K. Naturhist. Hofmus. 11: 64 (1896)

## Hábitat
Matorrales y tomillares, a veces en herbazales de cunetas en suelos calcáreos y margosos

## Distribución
Sur, centro de la península ibérica, sur de Italia, Sicilia, N de África (de Marruecos a Libia).

## Sinonimia
NOTA: Los nombres que presentan enlaces son sinónimos en otras especies: 

No se editan los nombres invalidados ni los que tienen como nombre aceptado a otra especie
- Anthyllis gandogeri
- Anthyllis maura Beck[7]
- Anthyllis pachyphylla Rothm.[8]

## Curiosidades y usos
Según figura en Flora Ibérica se ha observado en el Rif formas con flores amarillas.